# Parkinsonia anacantha
Parkinsonia anacantha є видом квіткових рослин з родини бобових. Ендемік Кенії.

## Поширення й середовище проживання
Цей вид є ендеміком Кенії. Він здебільшого займає північні та східні округи Меру, Марсабіт, Ісіоло, Гарісса, Самбуру, Туркана та Західний Покот, і вниз до річки Тана (прибережна). Вид росте в напівпустельних чагарниках або сухих чагарниках. Цей тип середовища існування занепадає через зростання тиску на сільське господарство та розширення поселень.

## Морфологічна характеристика
Parkinsonia anacantha — це кущ або багатостовбурне дерево висотою від 1,5 до 5 метрів.

## Використання
Деревина використовується для виготовлення дрібних знарядь.